# Schlacht von Cirta
Koordinaten: 36° 22′ 3″ N, 6° 36′ 43″ O
Saguntum – Lilybaeum II – Rhone – Ticinus – Trebia – Cissa – Trasimenischer See – Ager Falernus – Geronium – Cannae – Nola I – Nola II – Ibera – Cornus – Nola III – Beneventum I – Syrakus – Tarentum I – Capua I – Beneventum II – Silarus – Herdonia I – Obere Baetis – Capua II – Herdonia II – Numistro – Asculum – Tarentum II – Neu Karthago – Baecula – Grumentum – Metaurus – Ilipa – Crotona – Große Felder – Cirta – Zama
Die Schlacht bei Cirta war ein Gefecht zwischen Numidern und Römern.

## Vorgeschichte
Syphax, der Hauptverbündete Karthagos, hatte sich mit seinen Truppen in die nordafrikanische Stadt Cirta zurückgezogen. Publius Cornelius Scipio schickte zwei seiner fähigsten Männer, Massinissa und Gaius Laelius zur Verfolgung. Diese landeten 203 v. Chr. in Nordafrika und marschierten umgehend auf die Stadt Cirta zu. Syphax heuerte auf seinem Weg Söldner an und glaubte stark genug zu sein, sich den Römern kurz vor der Stadt stellen zu können. Es kam zur Schlacht.

## Die Schlacht
Sie begann mit einem Angriff der numidischen Reiterei, die sich schon früher im Zweiten Punischen Krieg ausgezeichnet hatte. Massinissa wies seine Velites an, ihre Wurfspeere auf den Gegner zu schleudern und sich dann hinter die Reihen der Hastati zurückzuziehen. Die beiden Heere stießen aufeinander und es entbrannte ein heftiger Kampf Mann gegen Mann. Doch das Heer des Syphax bestand großteils nur aus schlecht ausgebildeten Söldnern und unterlag den gut gedrillten Legionären. Als die römische Reiterei nun auch noch den Numidern in den Rücken fiel, flohen diese. Syphax selbst wurde gefangen genommen, womit die Schlacht entschieden war.

## Folgen
Massinissa besetzte die Hauptstadt Cirta und ließ Syphax in Ketten nach Tibur bringen. Der stärkste Verbündete Karthagos war damit besiegt.